# 36 (число)
Вижте пояснителната страница за други значения на 36.
Трийсет и шест (също и тридесет и шест) е естествено число, предхождано от трийсет и пет и следвано от трийсет и седем. С арабски цифри се записва 36, а с римски – XXXVI. Числото 36 е съставено от две цифри от позиционните бройни системи – 3 (три) и 6 (шест).

## Математика
- 36 е четно число.
- 36 е съставно число.
- 36 е най-малкото число с 9 делителя.
- 36 е квадратно число (6²=36).
- 36 е осмото триъгълно число (T8 = 1+2+3+4+5+6+7+8 = 36).
- 36 е сбор от първите шест нечетни числа (1+3+5+7+9+11 = 36).
- Освен тривиалното решение едно, 36 е най-малкото квадратно триъгълно число и единственото триъгълно число, чийто корен квадратен (шест) е също триъгълно число.
- 36 е сбор от третите степени (кубовете) на първите три положителни числа (1³+2³+3³ = 36).
- 36 = 3²+3³
- 36-ото триъгълно число (сумата на числата от 1 до 36) е числото на звяра – 666.
- 36 е сбор на четвъртата двойка прости числа близнаци 17 и 19.
- 36 е равно на три дузини.

## Други
- 36 е атомният номер на елемента криптон.
- 36-ият ден от годината е 5 февруари.
- 36 е най-голямото число в играта на рулетка.
- Телефонният код на Унгария е +36.
- 36 месеца са 3 години.